# Tainivaara
Tainivaara är en kulle i Finland.   Den ligger i den ekonomiska regionen  Kemi-Torneå  och landskapet Lappland, i den norra delen av landet, 600 km norr om huvudstaden Helsingfors. Toppen på Tainivaara är 171 meter över havet.
Terrängen runt Tainivaara är huvudsakligen platt.  Trakten runt Tainivaara är nära nog obefolkad, med mindre än två invånare per kvadratkilometer.